# Jasmine Keys
Jasmine Keys (Vicenza, 8 ottobre 1997) è una cestista italiana, ala-centro del Famila Schio.

## Biografia
Figlia dell'ex cestista Randolph Keys e di madre italiana, è laureata in psicologia.

## Carriera
Cresce nelle giovanili del Basket Montecchio, debuttando in prima squadra nel 2013, a 16 anni ancora da compiere.
Dopo un'annata in A2 con la maglia di Vicenza, nell'estate 2016 è acquistata da San Martino. La prima stagione viene convocata sia in Serie A1, sia con la seconda squadra in A2. Dal 2017 è invece giocatrice a tempo pieno in massima serie.
Nell'estate 2019 si trasferisce al Famila Schio.

## Statistiche

### Cronologia presenze e punti in Nazionale
| Cronologia completa delle presenze e dei punti in Nazionale - Italia | Cronologia completa delle presenze e dei punti in Nazionale - Italia | Cronologia completa delle presenze e dei punti in Nazionale - Italia | Cronologia completa delle presenze e dei punti in Nazionale - Italia | Cronologia completa delle presenze e dei punti in Nazionale - Italia | Cronologia completa delle presenze e dei punti in Nazionale - Italia | Cronologia completa delle presenze e dei punti in Nazionale - Italia | Cronologia completa delle presenze e dei punti in Nazionale - Italia |
| Data                                                                 | Città                                                                | In casa                                                              | Risultato                                                            | Ospiti                                                               | Competizione                                                         | Punti                                                                | Note                                                                 |
| -------------------------------------------------------------------- | -------------------------------------------------------------------- | -------------------------------------------------------------------- | -------------------------------------------------------------------- | -------------------------------------------------------------------- | -------------------------------------------------------------------- | -------------------------------------------------------------------- | -------------------------------------------------------------------- |
| 18-8-2018                                                            | Vicenza                                                              | Italia                                                               | 74 - 37                                                              | W.F. Dem. Deacons                                                    | Amichevole                                                           | 3                                                                    | [ 4 ]                                                                |
| 20-8-2018                                                            | Anglet                                                               | Francia                                                              | 74 - 43                                                              | Italia                                                               | Amichevole                                                           | 2                                                                    | [ 5 ]                                                                |
| 21-8-2018                                                            | Anglet                                                               | Francia                                                              | 74 - 53                                                              | Italia                                                               | Amichevole                                                           | 3                                                                    | [ 6 ]                                                                |
| 28-8-2018                                                            | La Spezia                                                            | Italia                                                               | 58 - 46                                                              | Israele                                                              | Amichevole                                                           | 2                                                                    | [ 7 ]                                                                |
| 14-11-2019                                                           | Cagliari                                                             | Italia                                                               | 52 - 62                                                              | Rep. Ceca                                                            | Qual. Euro 2021 - Girone D                                           | 2                                                                    | [ 8 ]                                                                |
| 17-11-2019                                                           | Gentofte                                                             | Danimarca                                                            | 72 - 82                                                              | Italia                                                               | Qual. Euro 2021 - Girone D                                           | 0                                                                    | [ 9 ]                                                                |
| 4-2-2021                                                             | Istanbul                                                             | Italia                                                               | 101 - 55                                                             | Danimarca                                                            | Qual. Euro 2021 - Girone D                                           | 14                                                                   | [ 10 ]                                                               |
| 6-2-2021                                                             | Istanbul                                                             | Italia                                                               | 81 - 66                                                              | Romania                                                              | Qual. Euro 2021 - Girone D                                           | 1                                                                    | [ 11 ]                                                               |
| 1-6-2021                                                             | Mulhouse                                                             | Francia                                                              | 69 - 61 dts                                                          | Italia                                                               | Amichevole                                                           | 7                                                                    | [ 12 ]                                                               |
| 2-6-2021                                                             | Mulhouse                                                             | Francia                                                              | 70 - 53                                                              | Italia                                                               | Amichevole                                                           | 2                                                                    | [ 13 ]                                                               |
| 11-6-2021                                                            | Valencia                                                             | Turchia                                                              | 44 - 83                                                              | Italia                                                               | Amichevole                                                           | 3                                                                    | [ 14 ]                                                               |
| 17-6-2021                                                            | Valencia                                                             | Serbia                                                               | 86 - 81 dts                                                          | Italia                                                               | EuroBasket 2021 - Primo turno, Gruppo B                              | 5                                                                    | [ 15 ]                                                               |
| 18-6-2021                                                            | Valencia                                                             | Italia                                                               | 77 - 61                                                              | Montenegro                                                           | EuroBasket 2021 - Primo turno, Gruppo B                              | 2                                                                    | [ 16 ]                                                               |
| 20-6-2021                                                            | Valencia                                                             | Italia                                                               | 77 - 67                                                              | Grecia                                                               | EuroBasket 2021 - Primo turno, Gruppo B                              | 4                                                                    | [ 17 ]                                                               |
| 21-6-2021                                                            | Valencia                                                             | Italia                                                               | 46 - 64                                                              | Svezia                                                               | EuroBasket 2021 - Ottavi di finale                                   | 2                                                                    | [ 18 ]                                                               |
| 11-11-2021                                                           | Piešťany                                                             | Slovacchia                                                           | 66 - 69                                                              | Italia                                                               | Qual. Euro 2023 - Girone H                                           | 5                                                                    | [ 19 ]                                                               |
| 14-11-2021                                                           | Faenza                                                               | Italia                                                               | 82 - 48                                                              | Lussemburgo                                                          | Qual. Euro 2023 - Girone H                                           | 9                                                                    | [ 20 ]                                                               |
| 17-6-2022                                                            | Cividale del Friuli                                                  | Italia                                                               | 83 - 70                                                              | Slovenia                                                             | Torneo amichevole                                                    | 6                                                                    | [ 21 ]                                                               |
| 19-6-2022                                                            | Cividale del Friuli                                                  | Italia                                                               | 46 - 54                                                              | Spagna                                                               | Torneo amichevole                                                    | 8                                                                    | [ 22 ]                                                               |
| 24-11-2022                                                           | Napoli                                                               | Italia                                                               | 78 - 29                                                              | Svizzera                                                             | Qual. Euro 2023 - Girone H                                           | 9                                                                    | [ 23 ]                                                               |
| 27-11-2022                                                           | Napoli                                                               | Italia                                                               | 81 - 60                                                              | Slovacchia                                                           | Qual. Euro 2023 - Girone H                                           | 14                                                                   | [ 24 ]                                                               |
| 9-2-2023                                                             | Lussemburgo                                                          | Lussemburgo                                                          | 51 - 109                                                             | Italia                                                               | Qual. Euro 2023 - Girone H                                           | 11                                                                   | [ 25 ]                                                               |
| 12-2-2023                                                            | Friburgo                                                             | Svizzera                                                             | 63 - 79                                                              | Italia                                                               | Qual. Euro 2023 - Girone H                                           | 8                                                                    | [ 26 ]                                                               |
| 24-5-2023                                                            | Vigo                                                                 | Cina                                                                 | 63 - 62                                                              | Italia                                                               | Torneo amichevole                                                    | 13                                                                   | [ 27 ]                                                               |
| 25-5-2023                                                            | Vigo                                                                 | Italia                                                               | 44 - 55                                                              | Spagna                                                               | Torneo amichevole                                                    | 1                                                                    | [ 28 ]                                                               |
| 3-6-2023                                                             | Atene                                                                | Croazia                                                              | 57 - 82                                                              | Italia                                                               | Torneo amichevole                                                    | 14                                                                   | [ 29 ]                                                               |
| 4-6-2023                                                             | Atene                                                                | Italia                                                               | 93 - 40                                                              | Grecia                                                               | Torneo amichevole                                                    | 0                                                                    | [ 30 ]                                                               |
| 11-6-2023                                                            | Pordenone                                                            | Italia                                                               | 65 - 70                                                              | Germania                                                             | Amichevole                                                           | 19                                                                   | [ 31 ]                                                               |
| 15-6-2023                                                            | Tel Aviv                                                             | Italia                                                               | 58 - 61                                                              | Rep. Ceca                                                            | EuroBasket 2023 - Primo turno, Gruppo B                              | 10                                                                   | [ 32 ]                                                               |
| 16-6-2023                                                            | Tel Aviv                                                             | Israele                                                              | 68 - 88                                                              | Italia                                                               | EuroBasket 2023 - Primo turno, Gruppo B                              | 4                                                                    | [ 33 ]                                                               |
| 18-6-2023                                                            | Tel Aviv                                                             | Belgio                                                               | 72 - 64                                                              | Italia                                                               | EuroBasket 2023 - Primo turno, Gruppo B                              | 10                                                                   | [ 34 ]                                                               |
| 19-6-2023                                                            | Tel Aviv                                                             | Montenegro                                                           | 63 - 49                                                              | Italia                                                               | EuroBasket 2023 - Ottavi di finale                                   | 0                                                                    | [ 35 ]                                                               |
| 9-11-2023                                                            | Vigevano                                                             | Italia                                                               | 76 - 67                                                              | Grecia                                                               | Qual. Euro 2025 - Girone I                                           | 9                                                                    | [ 36 ]                                                               |
| 12-11-2023                                                           | Amburgo                                                              | Germania                                                             | 53 - 70                                                              | Italia                                                               | Qual. Euro 2025 - Girone I                                           | 0                                                                    | [ 37 ]                                                               |
| 7-11-2024                                                            | Genova                                                               | Italia                                                               | 68 - 47                                                              | Rep. Ceca                                                            | Qual. Euro 2025 - Girone I                                           | 5                                                                    | [ 38 ]                                                               |
| 10-11-2024                                                           | Chalkida                                                             | Grecia                                                               | 56 - 45                                                              | Italia                                                               | Qual. Euro 2025 - Girone I                                           | 0                                                                    | [ 39 ]                                                               |
| 6-2-2025                                                             | Faenza                                                               | Italia                                                               | 79 - 60                                                              | Germania                                                             | Qual. Euro 2025 - Girone I                                           | 3                                                                    | [ 40 ]                                                               |
| 9-2-2025                                                             | Brno                                                                 | Rep. Ceca                                                            | 74 - 69                                                              | Italia                                                               | Qual. Euro 2025 - Girone I                                           | 2                                                                    | [ 41 ]                                                               |
| 31-5-2025                                                            | Inca                                                                 | Grecia                                                               | 52 - 65                                                              | Italia                                                               | Torneo amichevole                                                    | 0                                                                    | [ 42 ]                                                               |
| 1-6-2025                                                             | Inca                                                                 | Spagna                                                               | 57 - 42                                                              | Italia                                                               | Torneo amichevole                                                    | 4                                                                    | [ 43 ]                                                               |
| 10-6-2025                                                            | Brno                                                                 | Rep. Ceca                                                            | 48 - 74                                                              | Italia                                                               | Amichevole                                                           | 11                                                                   | [ 44 ]                                                               |
| 11-6-2025                                                            | Brno                                                                 | Rep. Ceca                                                            | 67 - 68                                                              | Italia                                                               | Amichevole                                                           | 5                                                                    | [ 45 ]                                                               |
| 13-6-2025                                                            | Castenaso                                                            | Italia                                                               | 79 - 41                                                              | Montenegro                                                           | Amichevole                                                           | 10                                                                   | [ 46 ]                                                               |
| 18-6-2025                                                            | Bologna                                                              | Serbia                                                               | 61 - 70                                                              | Italia                                                               | EuroBasket 2025 - Girone B                                           | 4                                                                    | [ 47 ]                                                               |
| 19-6-2025                                                            | Bologna                                                              | Italia                                                               | 77 - 66                                                              | Slovenia                                                             | EuroBasket 2025 - Girone B                                           | 15                                                                   | [ 48 ]                                                               |
| 21-6-2025                                                            | Bologna                                                              | Italia                                                               | 65 - 51                                                              | Lettonia                                                             | EuroBasket 2025 - Girone B                                           | 8                                                                    | [ 49 ]                                                               |
| 24-6-2025                                                            | Atene                                                                | Italia                                                               | 76 - 74 dts                                                          | Turchia                                                              | EuroBasket 2025 - Quarti di finale                                   | 12                                                                   | [ 50 ]                                                               |
| 27-6-2025                                                            | Atene                                                                | Italia                                                               | 64 - 66                                                              | Belgio                                                               | EuroBasket 2025 - Semifinale                                         | 4                                                                    | [ 51 ]                                                               |
| 29-6-2025                                                            | Atene                                                                | Francia                                                              | 54 - 69                                                              | Italia                                                               | EuroBasket 2025 - Finale 3º posto                                    | 5                                                                    | 3º posto                                                             |
| Totale                                                               |                                                                      | Presenze                                                             | 49                                                                   |                                                                      | Punti                                                                | 290                                                                  |                                                                      |

## Palmarès
- Campionato italiano: 2
Famila Schio: 2021-22
Famila Schio: 2022-23
- Coppa Italia: 5
Famila Schio: 2021, 2022, 2023, 2024, 2025
- Supercoppa italiana: 3
Famila Schio: 2019, 2021, 2022